# آلنی
آلنی شهری است که در استان اردبیل، شهرستان مشگین‌شهر، بخش مرکزی واقع شده‌است.. این شهر زادگاه احمد همتی، علی اکبر مشکینی و ناصر فیض می‌باشد و مرقد امامزادگان سید احمد و محمد از نوادگان امام موسی کاظم در این شهر واقع است. این شهر در نزدیکی کوه سبلان می‌باشد و سالانه هزاران گردشگر از این منطقه توریستی بازدید می‌کنند.

## مردم
بر اساس سرشماری سال ۱۴۰۰ جمعیت دائمی این شهر ۴۸۰۰ نفر دارد.